# Mont Matto
Le mont Matto est un sommet italien situé dans la haute vallée du Gesso.

## Géographie
Le mont Matto se situe sur la ligne de partage des eaux entre les vallées du Meris et du Gesso della Valetta. Il se situe donc au nord de la commune de Terme di Valdieri. Le sommet compte quatre cimes, :
- la cime est, la plus accessible ;
- la cime centrale, d'accès plus complexe, mais qui constitue le point culminant ;
- la cime ouest, ou cime Bobba, à l'extrémité ouest de l'arête sommitale ;
- la cime Verani, à l'ouest de l'arête sommitale.

D'un point de vue géologique, le mont Matto est principalement constituée de gneiss.

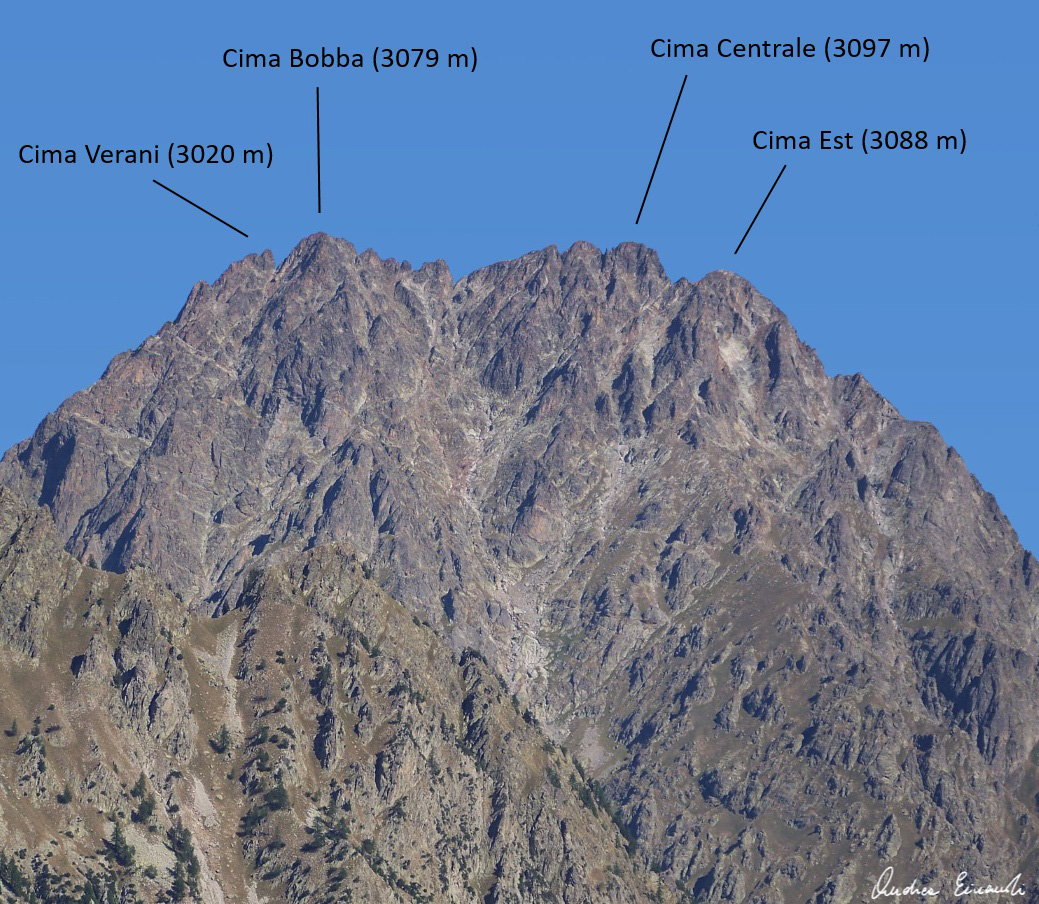
Les différentes cimes du Matto.

## Histoire
La première ascension de la cime est a été réalisée par le capitaine La Rocca, en 1830. La première ascension de la cime centrale a été réalisée par William Auguste Coolidge et ses guides, Christian Almer et son fils, Ulrich Almer, le 14 août 1879,. La première ascension de la cime ouest (ou cime Bobba) a été réalisée par Victor de Cessole et ses guides, J.B. Plent et son fils Jean Plent, le 3 juillet 1907.

## Accès
La voie normale emprunte la vallée du Meris, jusqu'au refuge Livio Bianco. L'itinéraire remonte ensuite le sentier sous les pentes du Matto en croisant plusieurs petits lacs. Enfin, l'itinéraire remonte l'arête menant jusqu'à la cime est, puis centrale.

### Cartographie
- Carte no 113 au 1/25 000 de l'Istituto Geografico Centrale : « Parco naturale Alpi Maritime - Entracque, Valdieri, Mercantour, Gelas »